# Weichai Power
Weichai Power est une entreprise d’État chinoise spécialisée en recherche et développement, production et ventes de moteurs Diesel. Ces produits sont principalement utilisés par de nombreux types de véhicules, bateaux, et dans la production d’énergie. Son siège social se situe à Weifang, dans la province du Shandong, en Chine. Elle est cotée sur les bourses de Hong-Kong (HKEX : 2338) depuis 2004 et Shenzhen (SZSE : 000338) depuis 2006. Weichai Power est la filiale de Weichai Holding Group, qui elle-même fait partie d’un conglomérat d’entreprises Chinoises plus important, notamment Shandong Heayvy Industry Group, leader dans plusieurs et différents domaines d’automobiles.

## Histoire
Weichai Power a été fondée en 2002 par Weichai Holding Group. Weichai Power a construit plusieurs bases industrielles en Chine : La majorité des séries de moteurs ont été fabriquées sur Weifang, ville du siège. Concernant les véhicules lourds et les groupes motopropulseurs, la base est à Xi’an. Les moteurs grande puissance et véhicules légers sont fabriqués à Chongqing et les pièces électroniques et automobiles sont produites à Yangzhou.
La société possède également plusieurs centres de R&D à travers le monde (Chine, États-Unis, Europe ...). Concernant, la recherche et développement, Weichai Power a été impliqué dans de nombreux projets nationaux (« projet 863 », projets de soutien scientifique, plans de coopération internationale…), licences-produits et brevets technologiques, normes nationales et industrielles. 
Ces dernières années, les moteurs diesel Weichai Power ont su répondre aux normes d’émissions nationales IV et V. De plus, la société a développé indépendamment un contrôle ECU électrique de manière à équiper les moteurs GNC et les moteurs WP13 utilisés principalement par des poids-lourds commerciaux.

## Ses marques et ses acquisitions
Weichai Power détient plusieurs marques reconnues en Chine :
- Shaanxi Heavy-duty Motor (陕西重型汽车有限公司)
- Shaanxi Fast Auto Drive Group (陕西法士特齿轮有限责任公司)
- Shaanxi HANDE Axle (陕西汉德车桥有限公司) conjointement créée par Weichai Power et Shaanxi Automobile Group en 2003.
- Weichai Power Yangzhou Diesel Engine (潍柴动力扬州柴油机有限责任公司) Zhuzhou Gear (株洲齿轮有限责任公司)
- Zhuzhou Torch Spark Plugs (株洲湘火炬火花塞有限责任公司)
- Weichai (Chongqing) Automotive (潍柴（重庆）汽车有限公司), entièrement détenue par Weichai Power depuis 2012.

Weichai Power a fait l’acquisition de la Société Internationale des Moteurs Baudouin, entreprise française de production de moteurs marins, en 2009. En 2012, la compagnie a signé une coopération stratégique avec le Groupe Allemand Kion, et a acquis majoritairement les parts de sa filiale Linde Hydraulics.

## Activités
Weichai Power opère sur quatre secteurs d’activités différents : les groupes motopropulseurs (moteurs, transmissions et essieux), les moteurs pour tous types de véhicules, les produits hydrauliques et les pièces automobiles. Weichai Power fabrique principalement des moteurs, cependant l’entreprise produit aussi les parties complémentaires comme les transmissions, les essieux, ou les groupes électrogènes (moteurs légers à haute vitesse, moteurs de milieu de gamme à haute vitesse, moteurs lourds à haute vitesse, moteurs diesel à vitesse moyenne, moteurs diesel à basse vitesse). Ces moteurs sont principalement produits pour des camions, des autobus, des machines de construction, des systèmes de propulsions marins, des groupes électrogènes, et des machines agricoles ... Grâce à ses filiales comme Linde Hydraulics, Zhuzhou Gear, ou Zhuzhou Torch Spark Plugs, etc. Weichai Power offre une large palette de pièces automobiles (produits hydrauliques, bougies, engrenages, pistons, lampes automatiques…).

## Sponsor
En janvier 2013, Weichai Power a été annoncé comme le nouveau partenaire de Scuderia Ferrari. C’est la première société chinoise à sponsoriser une équipe de Formule 1. Le contrat de parrainage a été signé pour une durée de quatre ans, prenant fin en 2016[réf. nécessaire].